# Georges Sutra de Germa
Georges Sutra de Germa (ur. 14 stycznia 1930 w Béziers, zm. 13 lutego 1995 w Montpellier) – francuski polityk i rolnik, poseł do Parlamentu Europejskiego I i II kadencji.

## Życiorys
Z zawodu rolnik, był właścicielem winnicy w Pézenas i kierował kooperatywą winiarską w mieście Tourbes. W 1977 opublikował książkę na temat tej dziedziny. Działał też jako prezes klubu filmowego w Pézenas i wiceprezes francuskiej federacji klubów filmowych.
Od 1965 należał do powiązanego z François Mitterrandem ugrupowania Konwent Instytucji Republikańskich, w 1971 przystąpił z nim do Partii Socjalistycznej. Autor programu i raportów PS dotyczących rolnictwa oraz rozszerzenia Wspólnot Europejskich o Grecję, Hiszpanię i Portugalię. W 1979 i 1984 wybierano go posłem do Parlamentu Europejskiego. Przystąpił do frakcji socjalistycznej, został przewodniczącym Delegacji ds. stosunków z Izraelem. Od 1989 do śmierci kierował centrum informacyjnym Maison de l’Europe w Montpellier.
Odznaczony greckim Orderem Demokracji.